# Derek Drouin
Derek Drouin (* 6. März 1990 in Sarnia, Ontario) ist ein kanadischer Hochspringer und Olympiasieger.
2010 wurde er nationaler Meister und als Student der Indiana University NCAA-Meister im Freien und in der Halle. Im Jahr darauf verteidigte er seinen NCAA-Hallentitel. 2012 qualifizierte er sich als kanadischer Meister für die Olympischen Spiele in London, bei denen er auf 2,29 m kam und gemeinsam mit Robert Grabarz und Mutaz Essa Barshim die Bronzemedaille gewann.
In seinem letzten Jahr als Student gelang es ihm 2013, mit dem Hallen- und dem Freilufttitel zum NCAA-Rekordmeister im Hochsprung zu werden. Beim Prefontaine Classic stellte er mit 2,36 m einen nationalen Rekord auf, und bei den Weltmeisterschaften in Moskau steigerte er sich weiter auf 2,38 m, was ihm erneut eine Bronzemedaille einbrachte.
Am 25. April 2014 verbesserte Drouin den kanadischen Rekord auf 2,40 m, was auch eine Einstellung des nordamerikanischen Rekordes bedeutete. Am 30. August 2015 gewann er bei den Weltmeisterschaften in Peking mit 2,34 m im Stechen gegen Bohdan Bondarenko und Zhang Guowei den Titel. Auch bei den Olympischen Spielen 2016 in Rio de Janeiro gewann er mit einer Höhe von 2,38 m die Goldmedaille. Drouin ist damit der zweite Olympiasieger in dieser Disziplin für Kanada nach Duncan McNaughton (1932).
Das Internationale Olympische Komitee gab im Januar 2019 die Disqualifikation von Iwan Uchow, dem Olympiasieger von 2012, bekannt. Nachdem der Internationale Sportgerichtshof im April 2021 das Urteil bestätigt hatte, rückte Drouin um einen Platz vor und erhielt – zusammen mit Barshim und Grabarz – die Silbermedaille zugesprochen.

## Persönliche Bestleistungen
- Hochsprung: 2,40 m, 25. April 2014, Des Moines (kanadischer Rekord)
  - Halle: 2,35 m, 9. März 2013, Fayetteville (kanadischer Rekord)